# Llyrìa
Llyrìa is het derde muziekalbum dat verscheen van Nik Bärtsch band Ronin. Dat door ECM Records werd uitgebracht. Het album sloot aan op haar voorgangers Stoa en Holon. De muziek, die bestaat uit 99 % compositie en 1 % improvisatie, zoals de componist zelf aangaf, is erg beïnvloed door minimal music uit de klassieke muziek. Het album is opgenomen in de Studios La Buissonne in Pernes-les-Fontaines. Llyrìa verwijst naar de lyriek van de muziek of een recent (2011) ontdekt diepzeedier, aldus All About Jazz. 

## Musici
Het ensemble heeft geen wijziging ondergaan:
- Nik Bärtsch – piano
- Sha – basklarinet, altsaxofoon
- Björn Meyer – basgitaar
- Kasper Rast – slagwerk
- Andi Pupato – percussie.

## Muziek
Alle van Bärtsch

| Nr. | Titel       | Duur |
| --- | ----------- | ---- |
| 1.  | Modul 48    | 7:00 |
| 2.  | Modul 52    | 8:19 |
| 3.  | Modul 55    | 8:40 |
| 4.  | Modul 47    | 8:03 |
| 5.  | Modul 53    | 6:55 |
| 6.  | Modul 51    | 9:53 |
| 7.  | Modul 49_44 | 7:22 |